# Supercopa de Andorra 2018
La Supercopa Andorrana 2018 fue la XVI edición del torneo. Se disputó a un único partido el 2 de septiembre de 2018 en el Estadio Comunal de Andorra la Vieja.
El campeón de la Liga y de la Copa fue el mismo equipo; por lo tanto, en esta edición de la Supercopa se enfrentaron el campeón de ambas competiciones en la temporada 2017/18 (FC Santa Coloma) y el subcampeón de la Copa Constitució de la misma temporada (UE Sant Julià).
El UE Sant Julià se impuso por 2-1 al FC Santa Coloma adjudicándose el título por sexta vez.

## Participantes
|  | FC Santa Coloma |  |  | Campeón de la Copa Constitució (2018) y campeón de la Primera División de Andorra (2017-18) |
|  | UE Sant Julià   |  |  | Subcampeón de la Copa Constitució (2018)                                                    |

## Final
| 2 de septiembre de 2018, 17:00 | FC Santa Coloma     | 1:2 (1:1) | UE Sant Julià                    | Estadio Comunal de Andorra la Vieja, Andorra la Vieja |                                            |
|                                | - Lorenzo Burón 24' | Reporte   | - 11' Joel Méndez - 98' Enric Pi | Árbitro(s): Pedro Filipe Carvalho da Costa            | Árbitro(s): Pedro Filipe Carvalho da Costa |

### Campeón
| Campeón Supercopa de Andorra 2018 |
| --------------------------------- |
| UE Sant Julià 6° título           |